# エドガー・キーネ級装甲巡洋艦
| エドガール・キーネ級装甲巡洋艦 | エドガール・キーネ級装甲巡洋艦 |
| ------------------------------ | --- |
| 写真はエドガール・キーネ       | |
| 艦級概観                       | |
| 艦種                           | 装甲巡洋艦 |
| 艦名                           | 人名 |
| 前級                           | エルネスト・ルナン |
| 次級                           | ジル級巡洋戦艦 |
| 性能諸元                       | |
| 排水量                         | 基準：13,847トン、満載：-トン |
| 全長                           | 158.9m -m(水線長) |
| 全幅                           | 21.5m |
| 吃水                           | 8.41m |
| 機関                           | ベルヴィル式石炭専焼水管缶40基 （ルソーはニクローズ式石炭専焼水管缶42基） ＋直立型三段膨張式レシプロ機関3基3軸推進                 |
| 最大出力                       | 36,000hp 公試時：40,294hp （ルソーは35,236hp）                                                                                     |
| 最大速力                       | 23.0ノット 公試時：23.9ノット （ルソーは23.1ノット）                                                                               |
| 航続距離                       | 10ノット/11,000海里 |
| 燃料                           | 石炭2,260トン（後に2,000トン） |
| 乗員                           | 859～892名 |
| 兵装                           | Model 1902 19.4cm（50口径）連装速射砲2基&同単装速射砲10基 Model 1902 6.5cm（45口径）単装速射砲20基 45cm水中魚雷発射管単装2基       |
| 装甲                           | 舷側：90～170mm（水線面主装甲） 甲板：45mm（水平面）、65mm（傾斜部） 主砲防盾：200mm（前盾） 副砲ケースメイト：193mm 司令塔：200mm |

エドガール・キーネ級装甲巡洋艦 (Croiseur cuirassé - classe Edgar Quinet) は、フランス海軍が最後に建造した装甲巡洋艦。同型艦はワルデック・ルソー(Waldeck-Russeau)。
1904年～1905年度海軍計画により戦艦艦隊への付随行動から通商破壊作戦を外洋で行えるように大型化された船体を持つ。

## 艦形
タイプシップは前級である「エルネスト・ルナン」に採り、設計途中で副砲の13.8cm速射砲を廃止して主砲と同じ19.4cm速射砲に口径を統一した。
垂直に切り立つ艦首から前向きに19.4cm連装主砲塔1基を配置、艦橋構造は司令塔を下部に組み込んだ箱型とし、その上に簡素な単脚檣が立つ。
艦橋の背後に6本の煙突が立っているが、ボイラー室を前後に振り分けた缶室分離配置を採っているために煙突は3番煙突と4番煙突の間は広く取られ、箱型の通風筒が立てられている。
煙突の周囲は艦載艇置き場となっており、艦載艇用の揚収用のグース・ネック（鴨の首型)式クレーンが3番煙突の両側に2本立つ。6番煙突から後ろは簡便な単脚檣、後ろ向きに19.4cm連装主砲塔1基が載る。更に舷側甲板上には19.4cm単装副砲塔が片舷に3基ずつ配置され、前後艦橋の両脇に19.4cm単装速射砲がケースメイト配置で片舷2基ずつの計4基配置された。この主砲配置により前後方向に6門、左右方向に最大9門向けることが出来た。
副砲は舷側に等間隔にケースメイト配置された張り出し部から6.5cm単装速射砲が19cm単装速射砲に挟まれるように配置され片舷10基計20基を持つ。

## 艦歴
1番艦「エドガール・キーネ」は1905年10月にブレスト海軍工廠にて起工、1907年9月進水、1911年1月竣工。2番艦「ワルデック・ルソー」はロリアン海軍工廠にて1906年6月に起工、1908年3月進水、1911年8月竣工。
第一次世界大戦中期に基線長3.66mの三段測距儀を司令塔上部に装備して主砲の有効戦闘射程を14,000mから19,000mに延伸して戦艦級の砲戦能力を得た。ついで、同大戦末期に6.5cm砲の一部を撤去し、代わりに7.5cm単装高角砲と6.5cm単装高角砲を装備した。
大戦後の1925年～1927年に練習艦へと改装され、舷側ケースメイト配置の19.4cm単装速射砲の撤去、主缶の一部を撤去と共に6本煙突のうち1番と6番煙突を撤去した。候補生実習訓練のために前部艦橋を塔型艦橋に改造し、水上機2機を船体中央部に搭載した。改装後の1928年から任務に就いた。一方、2番艦ワルデック・ルソーは極東艦隊の旗艦となり、親善のため日本各地に寄航している。1930年に水上機1機を搭載した後、新鋭艦が続々と就役し始めた1932年に予備艦となり1936年6月14日に正式に除籍された。

## 同型艦
| 艦名                                  | 建造所       | 起工           | 進水           | 就役       | 最後              |
| ------------------------------------- | ------------ | -------------- | -------------- | ---------- | ----------------- |
| エドガー・キーネ (Edgar Quinet)       | ブレスト     | 1905年 11月    | 1907年 9月21日 | 1911年 1月 | 1930年1月4日座礁  |
| ワルデック・ルソー (Waldeck-Rousseau) | ロリアン工廠 | 1906年 6月16日 | 1908年 3月4日  | 1911年 8月 | 1941–1943年に解体 |

## 参考図書
- 「世界の艦船増刊第50集　フランス巡洋艦史」(海人社)